# Hans Goudefroy
Hans Goudefroy (* 8. Februar 1900 in Lüdenscheid; † 26. Dezember 1961 in München) war ein deutscher Jurist und Vorstandsvorsitzender der Allianz Versicherungs-AG.

## Leben
Goudefroy studierte Rechtswissenschaften in Tübingen, wo er beim Corps Borussia aktiv wurde, und Göttingen und promovierte 1923 zum Dr. jur. Nach Tätigkeiten als Gerichtsassessor an den Amtsgerichten Dortmund und Herne und am Landgericht Bielefeld trat er 1932 in die Rechtsabteilung der Allianz Versicherungs-AG in Berlin ein. 1939  wurde er Chefsyndikus und stellvertretendes Vorstandsmitglied. Durch glückliche Umstände entging er 1945 der Verhaftung durch die in Berlin einrückenden sowjetischen Truppen. Von 1948 bis 1961 war Goudefroy Generaldirektor und Vorsitzender des Vorstands der Allianz Versicherungs-AG (heute Allianz SE).